# 里瓦迪索尔托
里瓦迪索尔托（義大利語：Riva di Solto），是意大利贝加莫省的一个市镇。总面积8.59平方公里，人口868人，人口密度101.0人/平方公里（2009年）。国家统计（ISTAT）代码为016180。